# Glacera de Findelen
La glacera de Findelen és una glacera del massís dels Alps Penins, a Suïssa.
Neix al peu de la Cima di Jazzi i baixa cap a la vall de Zermatt (Mattertal). És una de les glaceres més importants de la regió de Zermatt, juntament amb la glacera Gorner i la glacera Zmutt. Aquesta glacera és una de les glaceres mundials controlades pel Servei Mundial de Seguiment de les Glaceres. Durant molts anys, la glacera ha estat un autèntic laboratori per als glaciòlegs suïssos, que hi han observat el seu complex funcionament.
La seva part superior es troba a una altitud de 3.800 m i la seva part frontal al voltant de 2.500 m (1979). Mesurava 10,4 km el 1850, 7,8 km el 1973, 7,7 km el 2000 i la seva àrea era de 17,3 km² el 1973. Entre el 1957 i el 1958, el seu front es va retirar 450 metres.
La seva fosa el 2005 tenia 25 cm de gruix mentre que el 2008 va superar els 1,30 m.
Les aigües de la glacera es recullen per abastir la presa de la Grande Dixence.